# Guido Pagani
Guido Pagani (Piacenza, 15 settembre 1917 – 1988) è stato un medico e alpinista italiano.

## Biografia
Fu uno dei membri che presero parte alla conquista del K2 del 1954, in qualità di medico della spedizione. Fu lui a tentare di salvare Mario Puchoz, colpito da edema polmonare durante l'ascesa al K2.
Fu ammesso nel Club Alpino Accademico Italiano, associazione che riunisce i soci del CAI che hanno acquisito meriti speciali nell'alpinismo senza guide. A lui è intitolata la sezione piacentina del CAI.